# William Gholston
William Gholston (Detroit, 31 luglio 1991) è un giocatore di football americano statunitense che gioca nel ruolo di defensive end per i Tampa Bay Buccaneers della National Football League (NFL). Fu scelto nel corso del quarto giro (126º assoluto) del Draft NFL 2013 dai Buccaneers. Al college ha giocato a football all’Università statale del Michigan.

## Carriera professionistica

### Tampa Bay Buccaneers
Gholston fu scelto nel corso del quarto giro del Draft 2013 dai Tampa Bay Buccaneers. Debuttò come professionista nella settimana 3 contro i New England Patriots mettendo a segno un tackle.
Il 7 febbraio 2021 Gholston scese in campo nel Super Bowl LV contro i Kansas City Chiefs campioni in carica nella vittoria per 31-9, conquistando il suo primo titolo.

## Palmarès
- Super Bowl : 1

Tampa Bay Buccaneers: LV
- National Football Conference Championship: 1

Tampa Bay Buccaneers: 2020